# 久我山
久我山（日语：／ Kugayama */?）是東京都杉並區的地名。現行行政地名為久我山一丁目至久我山五丁目。已實施住居表示。2013年10月1日為止的人口有19,088人。郵遞區號為168-0082。

## 地理
位於杉並區西南部。北鄰杉並區宮前、松庵。西北鄰三鷹市井之頭、武藏野市吉祥寺南町。西鄰三鷹市牟禮。南鄰世田谷區北烏山。西南鄰杉並區上高井戶。東鄰杉並區高井戶西。
神田川與玉川上水流經町內。玉川上水兩岸有未鋪設的步道，水路與綠地形成區部貴重的武藏野原始景觀，但目前成為東京都大規模放射五號線道路計畫的對象。此外，人見街道橫斷町內。
久我山站周邊有久我山聯合商店會的商店街，也是地域社區的中心。周邊多為寧靜的住宅區。遠離車站的地區可見農地。此外，町內可見企業與團體的球場或體育設施，也有許多廣場與公園。久我山稻荷神社位於久我山站西方。

## 歷史
「くが」意為空地、陸地，推測是指武藏野的新闢地。古時也稱「久ケ山」。
1889年以前，此地為江戶幕府領久我山村。文化文政時代，此地有64戶，玉川上水流經此地，鎮守神為久我山稻荷神社。

### 沿革
- 1889年5月1日－町村制施行，東京府東多摩郡大宮前新田、松庵村、久我山村、中高井戶村、上高井戶村與下高井戶村合併，為東多摩郡高井戶村大字久我山。
- 1896年4月1日－東多摩郡與南豐島郡合併為豐多摩郡。
- 1926年7月1日－町制施行，為豐多摩郡高井戶町大字久我山。
- 1932年10月1日]－編入東京市，為杉並區[6]久我山一丁目至三丁目[2]。
- 1933年8月1日－久我山站開業。
- 第二次世界大戰末期－在此地設置兩門為擊墜B-29而開發、當時世界最大的五式15公分高射砲[7]。
- 1949年4月1日－久我山大學開校[8]。
- 1950年12月28日－久我山大學關校[9]。
- 1967年－立教女學院短期大學開校。
- 1969年3月1日－實施住居表示，久我山一丁目至三丁目重編為高井戶西一丁目與久我山一丁目至五丁目[10]。

## 町名變遷
| 實施後       | 實施年月日    | 實施前             |
| ------------ | ------------- | ------------------ |
| 久我山一丁目 | 1932年10月1日 | 大字久我山（全域） |
| 久我山二丁目 | 1932年10月1日 | 大字久我山（全域） |
| 久我山三丁目 | 1932年10月1日 | 大字久我山（全域） |

| 實施後         | 實施年月日   | 實施前（未備註表各町一部分）                 |
| -------------- | ------------ | -------------------------------------------- |
| 久我山一丁目   | 1969年3月1日 | 久我山二丁目、上高井戶二丁目                 |
| 久我山二丁目   | 1969年3月1日 | 久我山一丁目、久我山二丁目、上高井戶三丁目   |
| 久我山三丁目   | 1969年3月1日 | 久我山二丁目、久我山三丁目                   |
| 久我山四丁目   | 1969年3月1日 | 久我山一丁目、久我山二丁目、久我山三丁目     |
| 久我山五丁目   | 1969年3月1日 | 久我山一丁目、上高井戶五丁目                 |
| 高井戶西一丁目 | 1969年3月1日 | 久我山一丁目、上高井戶三丁目、上高井戶五丁目 |

## 交通
町內有京王井之頭線久我山站。久我山站是急行停車站，方便性高。此外，東端有富士見丘站。西端附近的三鷹市井之頭有三鷹台站。

## 設施
- 立教女學院短期大學
- 立教女學院中學校、高等學校
- 立教女學院小學校
- 國學院大學久我山中學校、高等學校
- 舊NHK富士見丘運動場－2006年（平成18年）3月31日關閉。現在由杉並區管理。
- NHK富士見丘會所（NHK富士見ヶ丘クラブハウス）－前川國男設計。1954年（昭和29年）建設。
- 岩崎通信機
- 京王電鐵富士見丘檢車區
- 久我山稻荷神社

## 備註
1. ↑  .   [2013-10-24]. （原始内容存档于2013-10-22）.
2. 1 2 3 4  角川日本地名大辞典編纂委員会『角川日本地名大辞典14.東京都』，1978年，ISBN 4040011309
3. ↑  （振）久我山商店會、久我山南銀座會、久我山平和會所構成
4. ↑  『武藏田園簿』、『元祿鄉帳』、『新編武藏風土記稿』
5. ↑  『新編武藏風土記稿』
6. ↑  1932年5月24日東京府告示第311号
7. ↑  位於久我山二丁目、現在國立印刷局久我山運動場內
8. ↑  大学の設置を認可した件 1949年（昭和24年）5月16日文部省告示第126号
9. ↑  久我山大学を廃止することを認可した件 1951年（昭和26年）1月16日文部省告示第1号
10. ↑  1969年（昭和44年）3月31日自治省告示第64号「住居表示が実施された件」